# Fundação Magno Alves

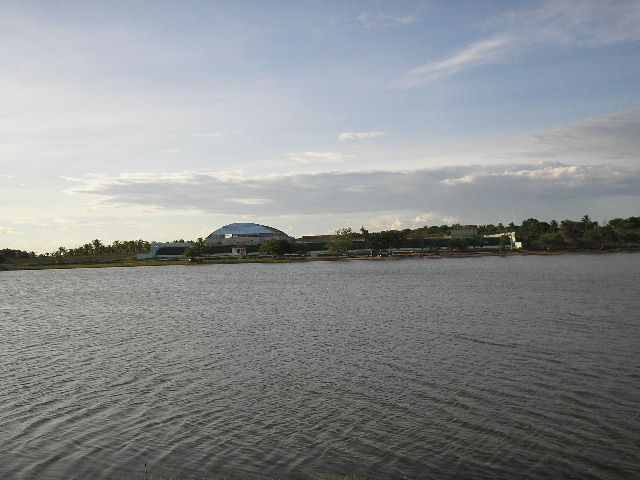
Fundação Magno Alves - Aporá, Bahia

A Fundação Magno Alves é uma organização brasileira com a finalidade de promover o bem estar social.
Está localizada no município de Aporá, Bahia, tendo sido inaugurada nos dias 20 e 21 de janeiro de 2007, quando deu-se o início do sonho do jogador Magno Alves de Araújo de proporcionar ao seu município lazer, educação e baixo nível de risco social.